# Cava Subaquática de Cubatão

Vista da Cava Subaquática no Canal de Piaçaguera, em Cubatão

A cava subaquática de Cubatão é uma grande cratera submarina localizada no Largo do Casqueiro, região de estuário entre as cidades de Santos e Cubatão, próxima ao Canal de Piaçaguera. Possui cerca de 25 metros de profundidade, 400 metros de diâmetro e armazena atualmente cerca de 2,4 bilhões de litros de sedimentos tóxicos em seu interior.
Esta é a uma das duas cavas subaquáticas construídas no Brasil, enquanto a outra está localizada na baía de Sepetiba (Rio de Janeiro). A cava de Cubatão é considerada a maior do planeta, sendo que em alguns países europeus e nos Estados Unidos, as cavas são limitadas até 200 milhões de litros apenas.
Outras duas cavas já foram projetadas na região, mas ainda não possuem previsão de implantação.

## Implantação
A cava foi aberta no ano de 2017 de forma conjunta por duas empresas: a Usiminas (antigamente chamada de Cosipa) e a VLI, operadora do Terminal Integrador Portuário Luiz Antonio Mesquita (TIPLAM). O intuito da sua escavação é receber os resíduos provenientes da dragagem do Canal de Piaçaguera, o qual teve seu leito aprofundado de forma progressiva durante o século XXI.
O processo de licenciamento prévio (fase inicial de licenciamento ambiental) da cava foi emitido em 2005 pela Cetesb a pedido da então Cosipa, a qual tinha planos de ampliar a profundidade do Canal de Piaçaguera de 10 metros para 12 metros, a fim de possibilitar a navegação de embarcações capazes de propiciar a logística de aço até o porto da companhia. Por sua vez, a Licença de Instalação da cava foi aprovada pela Cetesb apenas em setembro de 2016, enquanto a Licença de Operação (fase final de licenciamento ambiental) foi aprovada pelo mesmo órgão ambiental em junho de 2017, possibilitando então o início da construção da cava ao mesmo tempo em que também foi permitido o aprofundamento da dragagem do Canal para 15 metros.
Segundo representantes da Cetesb, a construção da cava representa uma melhoria ambiental na região, já que armazena o material contaminado anteriormente presente no leito do Canal.

## Polêmicas
Tanto o projeto de construção da cava de Cubatão quanto a dragagem do Canal de Piaçaguera (que ensejou a abertura da cava) são alvos de críticas de ambientalistas, estudiosos e autoridades.
Em maio de 2017, o Ministério Público Federal emitiu uma recomendação, baseada no laudo pericial da própria Cetesb de 2005 que indicava a disposição de resíduos de dragagem em terra como a alternativa ambiental mais segura, para que os resíduos do Canal não fossem depositados na cava do Largo do Casqueiro. Apesar disso, a Cetesb autorizou a VLI prosseguir com a deposição do material na cava em junho de 2017.
Assim, em outubro de 2017, o Ministério Público Federal em conjunto com o Ministério Público do Estado de São Paulo (MPSP) ajuizou uma medida cautelar na Justiça Federal de Santos para suspender a licença de operação aprovada pela Cetesb no mesmo ano.
Na Câmara dos Deputados do Brasil, a deputada federal Rosana Valle protocolou projeto de lei em 2019 que proíbe a construção de cavas subaquáticas em oceanos, rios, lagos, lagoas ou estuários com a finalidade de disposição de resíduos contaminados no país. O projeto foi aprovado na Comissão do Meio Ambiente e Desenvolvimento Sustentável da Câmara e segue em tramitação na Casa Parlamentar.
Além disso, no início de 2021, foi instaurada uma Comissão parlamentar de inquérito (CPI) (chamada de CPI das Cavas Subaquáticas) na Assembleia Legislativa de São Paulo (Alesp) assinada por 34 parlamentares e de autoria do deputado estadual Luiz Fernando Teixeira (PT), com a finalidade de investigar possíveis irregularidades no projeto realizado. O relatório da CPI foi aprovado em junho de 2022, concluindo que não haviam irregularidades no licenciamento e na instalação da cava submarina. No entanto, este recomendou medidas mais efetivas de monitoramento ambiental na região de abrangência do empreendimento.

### Contaminação do Canal de Piaçaguera
O Canal de Piaçaguera tem recebido resíduos industriais contaminados do polo industrial de Cubatão há mais de cinco décadas, especialmente de metais pesados, quando não existiam políticas ambientais responsáveis por realizar o controle destes contaminantes presentes nos dejetos lançados no canal.
Um estudo encomendado em 2017 pelo ex-secretário do Meio Ambiente do Guarujá, Élio Lopes, indicou a presença de excesso de poluentes de hidrocarbonetos no Canal, como o fenantreno. Segundo o relatório, a concentração desse contaminante advindo da queima incompleta do carvão e da gasolina era cerca de 4 vezes acima do limite máximo estabelecido pelo órgão ambiental paulista. Também, um outro estudo realizado pela Cetesb em 2018 concluiu que o Canal possui a pior qualidade de água de toda a costa paulista.
Por outro lado, a Cetesb e a empresa VLI afirmam que dados laboratoriais confirmam a segurança da disposição de sedimentos na cava subaquática e embasam a realização do projeto executado.

### EIA/RIMA
O Estudo de Impacto Ambiental e Relatório de Impacto Ambiental (EIA/RIMA) proposto pela Usiminas, que embasou o licenciamento prévio aprovado pela Cetesb em 2005 para a dragagem do Canal até 12 metros e construção da cava, possuía validade de 5 anos. Ainda assim, esse mesmo estudo foi utilizado pela Cetesb para aprovar, em 2017, a posterior dragagem do Canal de Piaçaguera para 15 metros e deposição deste material na cava subaquática, sem que outro EIA/RIMA fosse elaborado pelas empresas solicitantes. Tal ampliação da profundidade do Canal incorreria na possibilidade de dispersar sedimentos mais antigos e pesados nas águas da região.
Além disso, este mesmo licenciamento prévio requeriu que a cava fosse confinada e tampada com material de engenharia (como o concreto), a fim de evitar a mistura dos sedimentos com a fauna e flora submarina. No entanto, o projeto da VLI previu a contenção da cratera apenas por uma barreira de silte e tamponagem com areia quando houvesse a sedimentação dos resíduos. A empresa reitera que o revestimento não é necessário pois a densidade dos sedimentos do interior da cava impede que o material se misture com a água.
Por sua vez, segundo o assistente executivo da diretoria de avaliação de impacto ambiental da Cetesb, José Eduardo Bevilacqua, todo o processo de licenciamento e implantação da cava seguiu as legislações respectivas. Ele também reitera que o EIA/RIMA realizado é condizente com a obra planejada e executada no empreendimento.

### Autorização da União
Segundo o Ministério Público Federal (MPF), a região da cava é uma área de natureza virgem e ponto de parada de aves migratórias, precisando ter o aval da Secretaria de Patrimônio da União para ter intervenções realizadas nesta área submarina. Também de acordo com o MPF, a União nunca foi consultada sobre o empreendimento. Em 2017, a União abriu um procedimento administrativo para suspender a implantação da obra, mas a ação foi suspensa na Justiça.
Por outro lado, o gerente geral da VLI, Alessandro Gama, rebate as alegações do MPF dizendo que a empresa consultou a Secretaria de Patrimônio da União em 2004, mas não obteve resposta.

### Impactos na pesca
A construção da cava gerou preocupação para parte da comunidade local de Cubatão, especialmente o bairro Vila dos Pescadores, comunidade de cerca de 20 mil habitantes localizada a 2 quilômetros do empreendimento e região de manguezal, berçário de vida marinha e fonte de subsistência da população local.
Pescadores e ativistas afirmam ser possível perceber a redução na quantidade de peixes ao redor do local destinado para deposição dos sedimentos do Canal de Piaçaguera, impactando a fonte de sustento de quem depende da pesca na região.